# Йоаникий Маргаритиадис
Йоаникий (на гръцки: Ιωαννίκιος, Йоаникиос) е гръцки духовник, митрополит на Вселенската патриаршия.

## Биография
Роден е в 1840 година Цариград със светската фамилия Маргаритиадис (Μαργαριτιάδης). По произход е караманлия. Служи като дякон при патриарх Яков II Александрийски, а по-късно в Анкарската и Ефеската митрополия, където е архидякон. Завършва Халкинската семинария в 1876 година.
На 27 юни 1877 година е избран за елейски епископ. Ръкоположен е в Магнезия на 20 юли 1877 година и назначен за викарен епископ на Ефеската митрополия. Ръкополагането е извърщено от митрополит Мелетий Смирненски в съслужение с епископите Тарасий Илиуполски и Агатангел Мирски.
През юли 1878 година оглавява Китроската епархия и е китроски епископ до септември 1885 година, когато подава оставка. Установява се в Цариград.
В 1888 година става архиерейски наместник на Одринската митрополия в Лозенград.
На 23 март 1889 година е избран единодушно за иконийски митрополит. В 1892 година замества митрополит Кирил Одрински, който отива в Цариград като член на Светия синод, но запазва и иконийската си епархия. На 12 август 1893 година е избран за дискатски митрополит.
На 30 април 1894 година Йоаникий е избран за мъгленски митрополит, като остава в Лерин до 1905 година. В 1895 година владиката Йоаникий безуспешно се опитва да овладее църквата „Свети Мина“, бивша катедрала на епархията, с аргумента, че в нея е погребан последният емборски владика. В 1902 - 1903 година Йоаникий построява настоящата сграда на митрополията. Освен с надигащото се българско движение в Лерин, Йоаникий трябва да се справя и с появилата се след 1897 година сръбска пропаганда в града. Сърбия отваря консулство в града и сръбският консул се опитва по различни пътища да привлече 20 български семейства, за да може да отвори сръбско училище. В крайна сметка само едно семейство става сърбоманско и консулството не получава разрешение за училище. Митрополит Йоаникий първоначално посреща появата на сръбската пропаганда силно отрицателно като проповядва от амвона: „По-добре евреи, отколкото сърби и румънци“. По-късно обаче отношението му се променя, среща се със сръбския консул и подкрепя доста сръбската пропаганда. Среща се с ръководителя на пропагандата в Солун Петров, донася в Лерин сръбски буквар и заявява, че „гърци, сърби, румънци, и т.н. сме деца на един и същи Бог“.
От 31 март 1905 до смъртта си през януари или юли 1908 година е митрополит на Имброската епархия.